# بلوتینتیسی
بلوتینتیسی (به لاتین: Belotintsi) یک منطقهٔ مسکونی در بلغارستان است که در شهرستان مونتانا واقع شده‌است.